# سكوت ماكجيهي
سكوت ماكجيهي (بالإنجليزية: Scott McGehee)‏ (و. 1962  م) هو مخرج أفلام، وكاتب سيناريو أمريكي، ولد في مقاطعة أورانج.

## التعليم
تعلم في جامعة كولومبيا، وتعلم في جامعة كاليفورنيا، بركلي
.

## وصلات خارجية
- سكوت ماكجيهي على موقع IMDb (الإنجليزية)
- سكوت ماكجيهي على موقع ألو سيني (الفرنسية)
- سكوت ماكجيهي على موقع أول موفي (الإنجليزية)
- سكوت ماكجيهي على موقع قاعدة بيانات الأفلام السويدية (السويدية)
- سكوت ماكجيهي على موقع قاعدة بيانات الفيلم (الإنجليزية)
- سكوت ماكجيهي على موقع كينوبويسك (الروسية)